# داليا خورشيد
داليا حازم جميل خورشيد سيدة أعمال مصرية تشغل حالياً منصب رئيس مجلس إدارة شركة إيجل كابيتال للاستثمارات المالية، وشغلت سابقاً منصب وزير الاستثمار خلفاً للوزير أشرف سلمان في وزارة شريف إسماعيل. حصلت على بكالوريوس إدارة أعمال من الجامعة الأمريكية بالقاهرة، وبدأت حياتها المهنية المصرفية في البنك التجاري الدولي، ثم تولت منصب نائب رئيس سيتي بنك لمدة 8 سنوات. وفي عام 2005 انضمت لشركة أوراسكوم للإنشاء، وتولت منصب أمين الصندوق فيها، ثم شغلت منصب المدير التنفيذي لأوراسكوم القابضة للإنشاءات، حتى تم تكليفها بتولي مسئولية وزارة الاستثمار.